# F・A・コットン・メダル
F・A・コットン・メダル（F. A. Cotton Medal for Excellence Chemical Research）はアメリカ合衆国の化学の賞。
無機化学者フランク・アルバート・コットンにちなみ、テキサスA&M大学によって1995年以来授与されている。

## 受賞者
- 1995年 フランク・アルバート・コットン
- 1996年 ジョージ・オラー
- 1997年 ピエール＝ジル・ド・ジェンヌ
- 1998年 ジョアン・スタビー
- 1999年 Alexander Pines
- 2000年 トビン・マークス
- 2001年 サミュエル・ダニシェフスキー
- 2002年 アダ・ヨナス
- 2003年 ガボール・ソモライ
- 2004年 アルバート・エッシェンモーザー
- 2005年 Richard H. Holm
- 2006年 Robin M. Hochstrasser
- 2007年 ジャクリン・バートン
- 2008年 翁啓恵
- 2009年 リチャード・ゼア
- 2010年 Peter J. Stang
- 2011年 ジョージ・M・ホワイトサイズ
- 2012年 R. Graham Cooks
- 2013年 Brian M. Hoffman
- 2014年 バリー・シャープレス
- 2015年 Douglas C. Rees
- 2016年 スティーブン・リパード
- 2017年 ジェニファー・ダウドナ
- 2018年 ハリー・グレイ
- 2019年 ポール・アリヴィサトス
- 2020年 キャロライン・ベルトッツィ
- 2022年 Cynthia Friend
- 2023年 Daniel G. Nocera
- 2024年 デイヴィッド・マクミラン
- 2025年 Clifford P. Kubiak